# Dean Bouzanis
Dean Anthony Bouzanis (Sydney, 1990. október 2. –) görög származású ausztrál utánpótlás-válogatott labdarúgó, jelenleg az Árisz kapusa.
2007 óta a Liverpool FC játékosa, még nem játszott a felnőtt csapatban, 2009-ben kölcsönadták a Accrington Stanley-hez ahol tizennégy mérkőzésen játszott.

## Statisztikái
2010. április 14. szerint.
| Csapat                          | Szezon   | League Two | League Two | FA kupa | FA kupa | Liga kupa | Liga kupa | Európa | Európa | Egyéb | Egyéb | Összesen | Összesen |
| Csapat                          | Szezon   | Mérkőzések | Gólok      | Mérk.   | Gólok   | Mérk.     | Gólok     | Mérk.  | Gólok  | Mérk. | Gólok | Mérk.    | Gólok    |
| ------------------------------- | -------- | ---------- | ---------- | ------- | ------- | --------- | --------- | ------ | ------ | ----- | ----- | -------- | -------- |
| Accrington Stanley (League Two) | 2009–10  | 14         | 0          | 4       | 0       | 0         | 0         | 0      | 0      | 1     | 0     | 19       | 0        |
| Accrington Stanley (League Two) | Összesen | 14         | 0          | 4       | 0       | 0         | 0         | 0      | 0      | 1     | 0     | 19       | 0        |
| Accrington Stanley (League Two) | Összesen | 14         | 0          | 4       | 0       | 0         | 0         | 0      | 0      | 1     | 0     | 19       | 0        |

## Sikerei, díjai

### Csapatban
Liverpool FC
- Bajnok
  - Liverpool Senior Cup: 2009
  - Premier League tartalékbajnokság: 2007–08
  - Premier League nemzeti tartalékbajnokság: 2007–08
  - Angol utánpótlás labdarúgókupa: 2007
- Második/döntős
  - Liverpool Senior Cup: 2007–08
  - Angol utánpótlás labdarúgókupa: 2009

### Nemzeti
Ausztrália
- Második
  - Nemzetközi U23 kupa: 2008